# Saison 2022-2023 du Stade toulousain
Cette page présente la saison 2022-2023 du Stade toulousain en Top 14 et en Champions Cup.
Après une saison sans titre, l'effectif est légèrement remanié avec notamment les départs de Maxime Médard, Iosefa Tekori et Rory Arnold et l'arrivée des internationaux Melvyn Jaminet, Pierre-Louis Barassi, Arthur Retière et Ange Capuozzo. L'encadrement technique de l'équipe dirigé par Ugo Mola reste lui quasiment inchangé.
Le Stade toulousain remporte le championnat de France en battant le Stade rochelais en finale au Stade de France.

## Transferts

### Prêts
Plusieurs jeunes joueurs formés au club sont prêtés cette saison pour qu'ils gagnent du temps de jeu. Guillaume Marchand poursuit son prêt au Lyon olympique universitaire rugby en Top 14. Théo Idjellidaine prolonge le sien pour un an au SU Agen en Pro D2. De même pour Simon Renda au Stade montois. Baptiste Germain est quant à lui lui prêté Biarritz olympique en Pro D2 après avoir prolongé avec le Stade toulousain jusqu'en 2025. Romain Riguet est prêté à l'US Montauban, tandis que Max Auriac l'est à Colomiers.

### Départs
Tout d'abord, Iosefa Tekori, Maxime Médard et Alexi Balès prennent leur retraite sportive à l'issue de la saison 2021-2022.
Rory Arnold, en fin de contrat, quitte le Stade toulousain après trois saisons passées au club et rejoint le club japonais des Hino Red Dolphins,. Les deux joueurs formés au club, Paulo Tafili et Thibaut Hamonou, rejoignent respectivement le Lyon OU et la Section paloise. Ce dernier était prêté à Pau la saison passée et intègre définitivement l'effectif palois durant la saison 2022-2023.
Enfin, Zack Holmes, en fin de contrat, rejoint l'Union Bordeaux Bègles pour remplacer François Trinh-Duc parti à la retraite. De même pour Antoine Miquel qui rejoint également le club girondin, malgré une offre de prolongation, où il remplace Louis Picamoles également parti à la retraite.

### Arrivées
Maxime Duprat rentre d'une saison de prêt à Agen. Alexandre Roumat arrive en provenance de l'UBB et fait le chemin inverse de Miquel qu'il remplace. Il s'engage pour trois saisons, soit jusqu'en 2025. Le demi de mêlée Paul Graou est recruté pour compenser le départ de Balès et signe un contrat allant jusqu'en 2024.
Les deux internationaux français Pierre-Louis Barassi et Melvyn Jaminet rejoignent également le club toulousain et s'engagent jusqu'en 2025,. Un autre international, l'Italien Ange Capuozzo signe au Stade toulousain pour trois saisons.
En novembre 2022, à la suite du placement en redressement judiciaire et donc à la liquidation des Wasps, l'international anglais Jack Willis signe jusqu'à la fin de la saison.

## Équipe professionnelle

### Effectif
| Nom                  | Poste                  | Naissance         | Nationalité sportive | Sélections (points) | Club précédent        | Arrivée au club (année) |
| -------------------- | ---------------------- | ----------------- | -------------------- | ------------------- | --------------------- | ----------------------- |
| David Ainu'u         | Pilier                 | 20 novembre 1999  | États-Unis           | 18 (0)              | Formé au club         | 2018                    |
| Dorian Aldegheri     | Pilier                 | 4 août 1993       | France               | 9 (0)               | Formé au club         | 2013                    |
| Cyril Baille         | Pilier                 | 15 septembre 1993 | France               | 42 (15)             | Formé au club         | 2012                    |
| Maxime Duprat        | Pilier                 | 6 juin 1998       | France               | -                   | Formé au club         | 2018                    |
| Charlie Faumuina     | Pilier                 | 24 décembre 1986  | Nouvelle-Zélande     | 50 (20)             | Blues                 | 2017                    |
| Paul Mallez          | Pilier                 | 24 janvier 2001   | France               | -20 ans             | Formé au club         | 2021                    |
| Joel Merkler         | Pilier                 | 25 octobre 2001   | Espagne              | 9 (5)               | Formé au club         | 2022                    |
| Rodrigue Neti        | Pilier                 | 28 avril 1995     | France               | 2 (0)               | Formé au club         | 2014                    |
| Hugo Reilhes         | Pilier                 | 8 janvier 2001    | France               | -                   | Formé au club         | 2022                    |
| Marco Trauth         | Pilier                 | 15 septembre 2000 | France               | -                   | RC Auch               | 2020                    |
| Ian Boubila          | Talonneur              | 17 janvier 2002   | France               | -                   | Formé au club         | 2021                    |
| Guillaume Cramont    | Talonneur              | 29 décembre 2000  | France               | -20 ans             | US Dax                | 2019                    |
| Julien Marchand      | Talonneur              | 10 mai 1995       | France               | 28 (5)              | Formé au club         | 2014                    |
| Peato Mauvaka        | Talonneur              | 10 janvier 1997   | France               | 20 (25)             | Formé au club         | 2014                    |
| Richie Arnold        | Deuxième ligne         | 1er juillet 1990  | Australie            | -                   | Yamaha Júbilo         | 2019                    |
| Thibaud Flament      | Deuxième ligne         | 29 avril 1997     | France               | 15 (20)             | Wasps                 | 2020                    |
| Emmanuel Meafou      | Deuxième ligne         | 12 juillet 1998   | Australie            | -                   | NSW Country Eagles    | 2019                    |
| Joshua Brennan       | Deuxième ligne         | 28 novembre 2001  | France               | -20 ans             | Formé au club         | 2020                    |
| Clément Vergé        | Deuxième ligne         | 13 septembre 2001 | France               | -20 ans             | Formé au club         | 2022                    |
| Yannick Youyoutte    | Deuxième ligne         | 30 août 1999      | France               | -                   | Formé au club         | 2020                    |
| François Cros        | Troisième ligne aile   | 25 mars 1994      | France               | 19 (5)              | Formé au club         | 2016                    |
| Rynhardt Elstadt     | Troisième ligne aile   | 20 décembre 1989  | Afrique du Sud       | 4 (0)               | Stormers              | 2017                    |
| Anthony Jelonch      | Troisième ligne aile   | 28 juillet 1996   | France               | 25 (15)             | Castres olympique     | 2021                    |
| Alban Placines       | Troisième ligne aile   | 23 avril 1993     | France               | -20 ans             | Biarritz olympique    | 2018                    |
| Alexandre Roumat     | Troisième ligne aile   | 27 juin 1997      | France               | -20 ans             | Union Bordeaux Bègles | 2022                    |
| Jack Willis          | Troisième ligne aile   | 24 décembre 1996  | Angleterre           | 10 (15)             | Wasps                 | 2022                    |
| Théo Ntamack         | Troisième ligne centre | 29 mai 2002       | France               | -20 ans             | Formé au club         | 2022                    |
| Selevasio Tolofua    | Troisième ligne centre | 31 mai 1997       | France               | 1 (0)               | Formé au club         | 2016                    |
| Antoine Dupont       | Demi de mêlée          | 15 novembre 1996  | France               | 46 (60)             | Castres olympique     | 2017                    |
| Paul Graou           | Demi de mêlée          | 25 juillet 1997   | France               | -20 ans             | SU Agen               | 2022                    |
| Martin Page-Relo     | Demi de mêlée          | 6 janvier 1999    | France               | -                   | Formé au club         | 2020                    |
| Tim Nanai-Williams   | Demi d'ouverture       | 12 juin 1989      | Samoa                | 16 (37)             | ASM Clermont          | 2021                    |
| Romain Ntamack       | Demi d'ouverture       | 1er mai 1999      | France               | 35 (150)            | Formé au club         | 2017                    |
| Edgar Retière        | Demi d'ouverture       | 29 janvier 2001   | France               | -20 ans             | Formé au club         | 2022                    |
| Pita Ahki            | Centre                 | 24 septembre 1992 | Nouvelle-Zélande     | à sept              | Connacht              | 2018                    |
| Etonia Bainivalu     | Centre                 | 13 février 2001   | Fidji                | -                   | Formé au club         | 2022                    |
| Santiago Chocobares  | Centre                 | 31 mai 1999       | Argentine            | 2 (0)               | Jaguares              | 2021                    |
| Paul Costes          | Centre                 | 4 avril 2003      | France               | -20 ans             | Formé au club         | 2022                    |
| Pierre Fouyssac      | Centre                 | 17 mars 1995      | France               | -20 ans             | SU Agen               | 2018                    |
| Sofiane Guitoune     | Centre                 | 29 mars 1989      | France               | 9 (15)              | Bordeaux              | 2016                    |
| Pierre-Louis Barassi | Centre                 | 22 avril 1998     | France               | 3 (5)               | Lyon OU               | 2022                    |
| Arthur Bonneval      | Ailier                 | 31 mai 1995       | France               | -20 ans             | Formé au club         | 2013                    |
| Dimitri Delibes      | Ailier                 | 17 mars 1999      | France               | -                   | Blagnac rugby         | 2018                    |
| Matthis Lebel        | Ailier                 | 25 mars 1999      | France               | 5 (10)              | Formé au club         | 2018                    |
| Juan Cruz Mallía     | Ailier                 | 11 septembre 1996 | Argentine            | 31 (37)             | Jaguares              | 2021                    |
| Arthur Retière       | Ailier                 | 1er août 1997     | France               | 1 (0)               | Stade rochelais       | 2022                    |
| Lucas Tauzin         | Ailier                 | 21 mai 1998       | France               | -20 ans             | Formé au club         | 2017                    |
| Ange Capuozzo        | Arrière                | 30 avril 1999     | Italie               | 8 (30)              | FC Grenoble           | 2022                    |
| Melvyn Jaminet       | Arrière                | 30 juin 1999      | France               | 13 (160)            | USA Perpignan         | 2022                    |
| Thomas Ramos         | Arrière                | 23 juillet 1995   | France               | 25 (169)            | Formé au club         | 2013                    |

### Joueurs prêtés
| Nom                | Poste         | Naissance        | Nationalité sportive | Sélections (points) | Club en prêt       |
| ------------------ | ------------- | ---------------- | -------------------- | ------------------- | ------------------ |
| Guillaume Marchand | Talonneur     | 5 juin 1998      | France               | -20 ans             | Lyon OU            |
| Baptiste Germain   | Demi de mêlée | 21 novembre 2000 | France               | -20 ans             | Biarritz olympique |
| Théo Idjellidaine  | Demi de mêlée | 15 mars 2001     | France               | -20 ans             | SU Agen            |
| Simon Renda        | Centre        | 7 juin 2000      | France               | -                   | Stade montois      |
| Romain Riguet      | Centre        | 10 avril 2001    | France               | -20 ans             | US Montauban       |
| Max Auriac         | Arrière       | 20 novembre 2002 | France               | -20 ans             | Colomiers rugby    |

Lors du Tournoi des Six Nations, Max Auriac fait son retour au Stade toulousain pour quelques semaines pour suppléer Thomas Ramos, Melvyn Jaminet et Ange Capuozzo, sélectionnés avec les équipes de France et d'Italie. Il joue son premier match avec l'équipe première le 4 février 2023 contre l'Aviron bayonnais au Stade Ernest-Wallon.

### Capitaine
Julien Marchand reste le capitaine habituel du Stade toulousain. Antoine Dupont est le vice-capitaine en cas d'absence de Marchand. Dupont est finalement capitaine de l'équipe lors des rencontres de phase finale disputées par l'équipe.

### Débuts professionnels
Théo Ntamack fait ses débuts professionnels le 11 septembre 2022, à l'occasion de la 2e journée de Top 14, face à Toulon. Sur le banc en début de rencontre, il entre en jeu à la 53e minute et remplace François Cros,.
Edgar Retière profite de l'absence de Romain Ntamack pour faire sa première apparition en sénior. Il est titulaire à l'ouverture, associé à son frère Arthur, titulaire à la mêlée lors de la 5e journée, contre Montpellier. Quelques semaines plus tard pour la 7e journée de championnat, le pilier Marco Trauth fait sa première apparition contre Brive. Puis, durant la 9e journée, le Stade toulousain aligne de nombreux jeunes joueurs sur la feuille de match contre l'Aviron bayonnais en l'absence de nombreux internationaux. Sur le banc des remplaçants, l'international espagnol Joel Merkler, le Fidjien Etonia Bainivalu et les Français Clément Vergé et Paul Costes font leur première apparition. Ils entrent tous en jeu en seconde période,. Lors de la 11e journée, face au LOU, Hugo Reilhes joue son premier match quand il entre en jeu à la place de Rodrigue Neti.
| Nom              | Poste                  | Date              | Adversaire       | Stade               | Âge    | Compétition | Matchs (points) |
| ---------------- | ---------------------- | ----------------- | ---------------- | ------------------- | ------ | ----------- | --------------- |
| Théo Ntamack     | Troisième ligne centre | 11 septembre 2022 | RC Toulon        | Stade Ernest-Wallon | 20 ans | Top 14      | 10 (0)          |
| Edgar Retière    | Demi d'ouverture       | 2 octobre 2022    | Montpellier HR   | GGL Stadium         | 21 ans | Top 14      | 5 (3)           |
| Marco Trauth     | Pilier                 | 15 octobre 2022   | CA Brive         | Amédée-Domenech     | 22 ans | Top 14      | 3 (0)           |
| Joel Merkler     | Pilier                 | 29 octobre 2022   | Aviron bayonnais | Stade Jean-Dauger   | 21 ans | Top 14      | 7 (0)           |
| Clément Vergé    | Deuxième ligne         | 29 octobre 2022   | Aviron bayonnais | Stade Jean-Dauger   | 21 ans | Top 14      | 3 (0)           |
| Etonia Bainivalu | Centre                 | 29 octobre 2022   | Aviron bayonnais | Stade Jean-Dauger   | 21 ans | Top 14      | 1 (0)           |
| Paul Costes      | Centre                 | 29 octobre 2022   | Aviron bayonnais | Stade Jean-Dauger   | 19 ans | Top 14      | 3 (5)           |
| Hugo Reilhes     | Pilier                 | 27 novembre 2022  | Lyon OU          | Stade de Gerland    | 21 ans | Top 14      | 2 (0)           |

### Staff
Le staff d'encadrement de l'équipe professionnelle du Stade toulousain est celui-ci :

#### Entraîneurs
| Nom                | Rôle                                          | Nationalité sportive | Ancien club      | Ancienne fonction           | Ancien joueur du club | Année d'arrivée                 |
| ------------------ | --------------------------------------------- | -------------------- | ---------------- | --------------------------- | --------------------- | ------------------------------- |
| Ugo Mola           | Manager, entraîneur principal                 | France               | SC Albi          | Entraîneur principal        | Oui                   | 2015                            |
| Jean Bouilhou      | Entraîneur des avants                         | France               | US Montauban     | Entraîneur                  | Oui                   | 2020                            |
| Clément Poitrenaud | Entraîneur des arrières                       | France               | Sharks           | Joueur                      | Oui                   | 2017                            |
| Laurent Thuéry     | Entraîneur de la défense                      | France               | Stade toulousain | Analyste vidéo              | Oui                   | 2015                            |
| Virgile Lacombe    | Entraîneur assistant, responsable de la mêlée | France               | LOU rugby        | Joueur                      | Oui                   | 2019                            |
| Jerome Kaino       | Entraîneur assistant, responsable des rucks   | Nouvelle-Zélande     | Stade toulousain | Joueur                      | Oui                   | 2018 (joueur) 2021 (entraîneur) |
| David Mélé         | Entraîneur assistant, responsable des skills  | France               | SO Chambéry      | Entraîneur des trois-quarts | Oui                   | 2022                            |
| Jérôme Cazalbou    | Manager du haut niveau                        | France               | Stade toulousain | Joueur                      | Oui                   | 2018                            |

| - Philippe Izard (médecin) - Benoît Castéra (kinésithérapeute) - Bruno Jouan (kinésithérapeute, ostéopathe) - Frédéric Sanchez (ostéopathe) | - Allan Ryan (principal) - Sébastien Carrat (assistant) - Bernard Baïsse (assistant) - Zeba Traoré (réhabilitation) - Saad Drissi (responsable de la data) |

| - Frédérick Gabas (principal) - Étienne Quemin (assistant) | - Pierre Poiroux (coordinateur) - Stéphane Pons (responsable des équipements et logistique) |

## Calendrier et résultats

### Calendrier
| Date du match     | Heure | Domicile              | Extérieur             | Score   | Lieu du match          | Diffusion TV           | Compétition                | Classement |
| ----------------- | ----- | --------------------- | --------------------- | ------- | ---------------------- | ---------------------- | -------------------------- | ---------- |
| 25 août 2022      | 19:30 | RC Toulon             | Stade toulousain      | 21 - 31 | Stade Mayol            | RCT Play               | Amical                     | —          |
| 4 septembre 2022  | 21:05 | Union Bordeaux Bègles | Stade toulousain      | 25 - 26 | Stade Chaban-Delmas    | Canal+                 | 01re journée de Top 14     | 7e         |
| 11 septembre 2022 | 21:05 | Stade toulousain      | RC Toulon             | 28 - 8  | Stade Ernest-Wallon    | Canal+                 | 02e journée de Top 14      | 1er        |
| 17 septembre 2022 | 21:05 | Section paloise       | Stade toulousain      | 26 - 16 | Stade du Hameau        | Canal+                 | 03e journée de Top 14      | 2e         |
| 24 septembre 2022 | 21:05 | Stade toulousain      | Racing 92             | 37 - 10 | Stade Ernest-Wallon    | Canal+                 | 04e journée de Top 14      | 1er        |
| 2 octobre 2022    | 21:05 | Montpellier HR        | Stade toulousain      | 17 - 19 | GGL Stadium            | Canal+                 | 05e journée de Top 14      | 1er        |
| 8 octobre 2022    | 21:05 | Stade toulousain      | ASM Clermont          | 46 - 10 | Stade Ernest-Wallon    | Canal+                 | 06e journée de Top 14      | 1er        |
| 15 octobre 2022   | 15:00 | CA Brive              | Stade toulousain      | 7 - 45  | Stade Amédée-Domenech  | Canal+ Sport           | 07e journée de Top 14      | 1er        |
| 23 octobre 2022   | 21:05 | Stade toulousain      | Stade rochelais       | 26 - 17 | Stade Ernest-Wallon    | Canal+                 | 08e journée de Top 14      | 1er        |
| 29 octobre 2022   | 21:05 | Aviron bayonnais      | Stade toulousain      | 26 - 22 | Stade Jean-Dauger      | Canal+                 | 09e journée de Top 14      | 1er        |
| 5 novembre 2022   | 15:00 | Stade toulousain      | Stade français Paris  | 16 - 16 | Stade Ernest-Wallon    | Canal+ Sport           | 10e journée de Top 14      | 1er        |
| 27 novembre 2022  | 21:05 | Lyon OU               | Stade toulousain      | 21 - 14 | Matmut Stadium Gerland | Canal+                 | 11e journée de Top 14      | 1er        |
| 3 décembre 2022   | 17:00 | Stade toulousain      | USA Perpipnan         | 34 - 13 | Stade Ernest-Wallon    | Rugby+                 | 12e journée de Top 14      | 1er        |
| 11 décembre 2022  | 16:15 | Munster Rugby         | Stade toulousain      | 13 - 18 | Thomond Park           | France 3 beIN Sports 2 | 01re journée d'ERCC1       | 6e         |
| 18 décembre 2022  | 14:00 | Stade toulousain      | Sale Sharks           | 45 - 19 | Stade Ernest-Wallon    | France 2 beIN Sports 2 | 02e journée d'ERCC1        | 2e         |
| 23 décembre 2022  | 21:00 | Stade toulousain      | Castres olympique     | 22 - 18 | Stadium de Toulouse    | Canal+                 | 13e journée de Top 14      | 1er        |
| 1er janvier 2023  | 21:00 | ASM Clermont          | Stade toulousain      | 13 - 32 | Stade Marcel-Michelin  | Canal+                 | 14e journée de Top 14      | 1er        |
| 7 janvier 2023    | 21:05 | Stade rochelais       | Stade toulousain      | 30 - 7  | Stade Marcel-Deflandre | Canal+                 | 15e journée de Top 14      | 1er        |
| 14 janvier 2023   | 14:00 | Sale Sharks           | Stade toulousain      | 5 - 27  | AJ Bell Stadium        | beIN Sports 2          | 03e journée d'ERCC1        | 1er        |
| 22 janvier 2023   | 16:15 | Stade toulousain      | Munster Rugby         | 20 - 16 | Stade Ernest-Wallon    | France 2 beIN Sports 1 | 04e journée d'ERCC1        | 2e         |
| 29 janvier 2023   | 21:05 | Stade toulousain      | Montpellier HR        | 23 - 9  | Stade Ernest-Wallon    | Canal+                 | 16e journée de Top 14      | 1er        |
| 4 février 2023    | 15:00 | Stade toulousain      | Aviron bayonnais      | 21 - 16 | Stade Ernest-Wallon    | Canal+ Sport           | 17e journée de Top 14      | 1er        |
| 18 février 2023   | 21:05 | RC Toulon             | Stade toulousain      | 17 - 6  | Stade Vélodrome        | Canal+                 | 18e journée de Top 14      | 1er        |
| 25 février 2023   | 21:05 | Stade toulousain      | Section paloise       | 34 - 10 | Stade Ernest-Wallon    | Canal+                 | 19e journée de Top 14      | 1er        |
| 5 mars 2023       | 21:05 | Racing 92             | Stade toulousain      | 35 - 39 | Paris La Défense Arena | Canal+                 | 20e journée de Top 14      | 1er        |
| 25 mars 2023      | 15:00 | Castres olympique     | Stade toulousain      | 27 - 17 | Stade Pierre-Fabre     | Canal + Sport          | 21e journée de Top 14      | 1er        |
| 2 avril 2023      | 16:00 | Stade toulousain      | Bulls                 | 33 - 9  | Stadium de Toulouse    | France 2 beIN Sports 2 | Huitième de finale d'ERCC1 | Qualifié   |
| 8 avril 2023      | 16:00 | Stade toulousain      | Sharks                | 54 - 20 | Stade Ernest-Wallon    | France 2 beIN Sports 2 | Quart de finale d'ERCC1    | Qualifié   |
| 16 avril 2023     | 21:05 | Stade toulousain      | Lyon OU               | 36 - 31 | Stade Ernest-Wallon    | Canal+                 | 22e journée de Top 14      | 1er        |
| 22 avril 2023     | 21:05 | Stade français Paris  | Stade toulousain      | 19 - 10 | Stade Jean-Bouin       | Canal+                 | 23e journée de Top 14      | 1er        |
| 29 avril 2023     | 16:00 | Leinster Rugby        | Stade toulousain      | 41 - 22 | Aviva Stadium          | France 2 beIN Sports 3 | Demi-finale d'ERCC1        | Éliminé    |
| 7 mai 2023        | 21:05 | Stade toulousain      | Union Bordeaux Bègles | 31 - 17 | Stadium de Toulouse    | Canal+ Sport 360, C8   | 24e journée de Top 14      | 1er        |
| 13 mai 2023       | 15:00 | USA Perpignan         | Stade toulousain      | 26 - 21 | Stade Aimé-Giral       | Canal+                 | 25e journée de Top 14      | 1er        |
| 28 mai 2023       | 21:05 | Stade toulousain      | CA Brive              | 54 - 10 | Stade Ernest-Wallon    | Canal+ (multiplex), C8 | 26e journée de Top 14      | 1er        |
| 9 juin 2023       | 21:05 | Stade toulousain      | Racing 92             | 41 - 14 | Stade d'Anoeta         | Canal+                 | Demi-finale de Top 14      | Qualifié   |
| 17 juin 2023      | 21:05 | Stade toulousain      | Stade rochelais       | 29 - 26 | Stade de France        | France 2, Canal+       | Finale de Top 14           | Champion   |

### Phase qualificative: évolution du classement de Top 14
Pour des raisons techniques, il est temporairement impossible d'afficher le graphique qui aurait dû être présenté ici.

### Top 14

#### Saison régulière
Durant cette saison 2022-2023 de Top 14, le Stade toulousain s'empare de la première place du classement général dès la quatrième journée de championnat et restera dans cette position jusqu'à la fin de la saison. Dès la 24e journée, après une victoire 31 à 17 face à l'Union Bordeaux Bègles, le Stade toulousain se qualifie directement pour les demi-finales sans passer par les barrages, étant sûr de terminer à l'une des deux premières places du classement,. Pour le dernier match de la saison régulière le Stade toulousain bat largement Brive sur le score de 54 à 10 et est assuré de terminer premier du classement général, permettant au club de disputer la première demi-finale le 9 juin 2023 et non le 10. Toulouse bénéficiera donc d'un jour de repos en plus en cas de qualification en finale. Le club termine également meilleur défense du championnat avec 474 points encaissés, devançant le Stade rochelais (479 points encaissés) et le Stade français (480 points encaissés).

#### Phase finale
Pour la demi-finale, le Stade toulousain affronte le Racing 92, qui a battu le Stade français en barrages. Au Stade d'Anoeta de Saint-Sébastien, les Toulousains, dominent plutôt facilement leur adversaire francilien, sans jamais être inquiété à un moment du match. Ils s'imposent largement sur le score de 41 à 14 grâce à cinq essais marqués par Matthis Lebel, Emmanuel Meafou, Alexandre Roumat, Arthur Retière et François Cros,.
Le Stade toulousain se qualifie donc en finale où il retrouve le Stade rochelais, vainqueur de sa demi-finale contre l'UBB, donnant ainsi la même affiche que pour la finale de la saison 2020-2021,. L'Argentin Santiago Chocobares marque le premier essai de la finale après une interception de passe. Les Rochelais reviennent au score grâce à deux essai de Tawera Kerr-Barlow puis Uini Atonio et passent devant le Toulousains grâce au jeu au pied d'Antoine Hastoy. Finalement, dans un match très serré, Toulouse s'impose en fin de partie grâce à un essai de Romain Ntamack et l'emporte 29 à 26. Il s'agit du 22e Bouclier de Brennus remporté par le club,.
| Demi-finale 9 juin 2023 21 h 5 | Stade toulousain | 41 - 14 (20-0) | Racing 92                                                                       | Stade d'Anoeta, Saint Sébastien 39 252 spectateurs Arbitre : Mathieu Raynal |
| Demi-finale 9 juin 2023 21 h 5 | Essai(s) : 5 Lebel (19e), Meafou (24e), Roumat (50e), Retière (57e), Cros (80e) Transformation(s) : 5 Ramos (20e,25e,51e,58e,80e+1) Pénalité(s) : 2 Ramos (34e,41e) | Rapport        | Essai(s) : 2 Fickou (70e), Diallo (75e) Transformation(s) : 2 Russell (71e,76e) | Stade d'Anoeta, Saint Sébastien 39 252 spectateurs Arbitre : Mathieu Raynal |
| Demi-finale 9 juin 2023 21 h 5 | | Rapport        |                                                                                 | Stade d'Anoeta, Saint Sébastien 39 252 spectateurs Arbitre : Mathieu Raynal |

| Finale 17 juin 2023 21 h 5 | Stade toulousain | 29 - 26 (13-13) | Stade rochelais | Stade de France, Saint-Denis 79 804 spectateurs Arbitre : Tual Trainini |
| Finale 17 juin 2023 21 h 5 | Essai(s) : 2 Chocobares (23e), Ntamack (78e) Transformation(s) : 2 Ramos (24e, 79e) Pénalité(s) : 5 Ramos (10e, 21e, 51e, 60e, 63e) | Rapport         | Essai(s) : 2 Kerr-Barlow (39e), Atonio (45e) Transformation(s) : 2 Hastoy (40e, 46e) Pénalité(s) : 4 Hastoy (16e, 30e, 67e, 71e) | Stade de France, Saint-Denis 79 804 spectateurs Arbitre : Tual Trainini |
| Finale 17 juin 2023 21 h 5 | | Rapport         | | Stade de France, Saint-Denis 79 804 spectateurs Arbitre : Tual Trainini |

### Champions Cup
Pour la Champions Cup 2022-2023, le Stade toulousain évolue dans la poule B où il doit affronter les Irlandais du Munster et les Anglais des Sale Sharks. Cette poule est composée de 12 équipes mais chacun joue un match aller puis un match retour contre deux équipes de la même poule. Ensuite, les huit premiers de la poule A et ceux de la poule B sont qualifiés pour les phases finales.
Les Toulousains remportent leurs quatre matchs, terminent deuxième de leur poule derrière le Stade rochelais et se qualifient donc pour un huitième de finale à domicile face aux Sud-africains des Bulls, nouvellement intégrés à la compétition. Il s'agit de la première confrontation officielle entre le Stade toulousain et une équipe sud-africaine. Au Stadium, devant 30 000 personnes, les Toulousains, se qualifient sans problèmes en quarts de finale en remportant ce match sur le score de 33 à 9,.

Au tour suivant, le Stade toulousain rencontre encore une fois une équipe sud-africaine à domicile : les Sharks de Durban, qui viennent d'éliminer le Munster 50 à 35. Après une première mi-temps équilibrée au Stade Ernest-Wallon, les Toulousains dominent largement leur adversaire et inscrivent sept essais leur permettant de s'imposer 54 à 20. Ils se qualifient ainsi pour les demi-finales où ils affrontent le Leinster en Irlande, à l'Aviva Stadium,. Les Toulousains sont toutefois éliminés pour la deuxième année consécutive à ce stade de la compétition par les Irlandais, une défaite 41 à 22,.
| 1re journée 11 décembre 2022 16 h 15 | Munster Rugby                                                                                     | 13 - 18 (10 - 10) | Stade toulousain | Thomond Park, Limerick 23 000 spectateurs Arbitre : Christophe Ridley |
| 1re journée 11 décembre 2022 16 h 15 | Essai(s) : 1 Carbery (10e) Transformation(s) : 1 Carbery (10e) Pénalité(s) : 2 Carbery (39e, 75e) | Rapport           | Essai(s) : 2 Lebel (23e), Tauzin (42e) Transformation(s) : 1 Ramos (23e) Pénalité(s) : 2 Ramos (30e, 72e) Carton(s) jaune(s) : 1 Dupont (77e) | Thomond Park, Limerick 23 000 spectateurs Arbitre : Christophe Ridley |
| 1re journée 11 décembre 2022 16 h 15 |                                                                                                   | Rapport           | | Thomond Park, Limerick 23 000 spectateurs Arbitre : Christophe Ridley |

| 2e journée 18 décembre 2022 14 h 00 | Stade toulousain | 45 - 19 (19 - 12) | Sale Sharks | Stade Ernest-Wallon, Toulouse 19 073 spectateurs Arbitre : Andrea Piardi |
| 2e journée 18 décembre 2022 14 h 00 | Essai(s) : 7 Flament (5e), Baille (17e), Dupont (19e, 47e), Essai de pénalité (41e), Tauzin (60e), Ntamack (76e) Transformation(s) : 4 Ramos (5e, 19e, 47e, 76e) Carton(s) jaune(s) : 1 Faumuina (72e) Carton(s) rouge(s) : 1 Ramos (80e) | Rapport           | Essai(s) : 3 Rodd (2e), van der Merwe (40e), Hill (80e) Transformation(s) : 2 du Preez (2e, 80e) Carton(s) jaune(s) : 3 van der Merwe (27e), McGuigan (41e), O'Flaherty (67e) | Stade Ernest-Wallon, Toulouse 19 073 spectateurs Arbitre : Andrea Piardi |
| 2e journée 18 décembre 2022 14 h 00 | | Rapport           | | Stade Ernest-Wallon, Toulouse 19 073 spectateurs Arbitre : Andrea Piardi |

| 3e journée 14 janvier 2023 14 h 00 | Sale Sharks                                                         | 5 - 27 (5 - 3) | Stade toulousain | AJ Bell Stadium, Eccles 12 000 spectateurs Arbitre : Mike Adamson |
| 3e journée 14 janvier 2023 14 h 00 | Essai(s) : 1 van der Merwe (12e) Carton(s) rouge(s) : 1 Wiese (18e) | Rapport        | Essai(s) : 2 Meafou (70e), Cramont (72e) Transformation(s) : 1 Jaminet (71e) Pénalité(s) : 5 Jaminet (25e, 44e, 51e, 55e, 66e) | AJ Bell Stadium, Eccles 12 000 spectateurs Arbitre : Mike Adamson |
| 3e journée 14 janvier 2023 14 h 00 |                                                                     | Rapport        | | AJ Bell Stadium, Eccles 12 000 spectateurs Arbitre : Mike Adamson |

| 4e journée 22 janvier 2023 16 h 15 | Stade toulousain                                                          | 20 - 16 (11 - 8) | Munster Rugby | Stade Ernest-Wallon, Toulouse 19 073 spectateurs Arbitre : Karl Dickson |
| 4e journée 22 janvier 2023 16 h 15 | Essai(s) : 1 Mallía (7e) Pénalité(s) : 5 Jaminet (2e, 16e, 57e, 66e, 73e) | Rapport          | Essai(s) : 2 Hodnett (30e), Beirne (49e) Pénalité(s) : 1 Carbery (35e), 1 Healy (60e) Carton(s) jaune(s) : 1 Healy (71e) | Stade Ernest-Wallon, Toulouse 19 073 spectateurs Arbitre : Karl Dickson |
| 4e journée 22 janvier 2023 16 h 15 |                                                                           | Rapport          | | Stade Ernest-Wallon, Toulouse 19 073 spectateurs Arbitre : Karl Dickson |

| Huitième de finale 2 avril 2023 16 h | Stade toulousain | 33 - 9 (12 - 6) | Bulls                                                                        | Stadium de Toulouse, Toulouse 33 150 spectateurs Arbitre : Matthew Carley |
| Huitième de finale 2 avril 2023 16 h | Essai(s) : 3 Meafou (51e), Lebel (55e), Flament (65e) Transformation(s) : 3 Ramos (52e, 56e, 66e) Pénalité(s) : 4 Ramos (8e, 12e, 18e, 34e) | Rapport         | Pénalité(s) : 3 C. Smith (2e, 35e, 45e) Carton(s) jaune(s) : 1 Vorster (30e) | Stadium de Toulouse, Toulouse 33 150 spectateurs Arbitre : Matthew Carley |
| Huitième de finale 2 avril 2023 16 h | | Rapport         |                                                                              | Stadium de Toulouse, Toulouse 33 150 spectateurs Arbitre : Matthew Carley |

| Quart de finale 8 avril 2023 16 h | Stade toulousain | 54 - 20 (14 - 10) | Sharks | Stade Ernest-Wallon, Toulouse 19 073 spectateurs Arbitre : Karl Dickson |
| Quart de finale 8 avril 2023 16 h | Essai(s) : 7 Mallía (37e, 57e), Ramos (47e, 72e), Mauvaka (69e), Retière (76e), Ntamack (79e) Transformation(s) : 5 Ramos (48e, 70e, 73e, 77e, 80e) Pénalité(s) : 3 Ramos (23e, 32e, 40e) Carton(s) jaune(s) : 1 Mallía (9e) | Rapport           | Essai(s) : 1 Williams (27e), 1 Chamberlain (53e) Transformation(s) : 2 Bosch (28e, 54e) Pénalité(s) : 2 Bosch (10e, 67e) | Stade Ernest-Wallon, Toulouse 19 073 spectateurs Arbitre : Karl Dickson |
| Quart de finale 8 avril 2023 16 h | | Rapport           | | Stade Ernest-Wallon, Toulouse 19 073 spectateurs Arbitre : Karl Dickson |

| Demi-finale 29 avril 2023 16 h | Leinster Rugby | 41 - 22 (27 - 14) | Stade toulousain | Aviva Stadium, Dublin 46 823 spectateurs Arbitre : Wayne Barnes |
| Demi-finale 29 avril 2023 16 h | Essai(s) : 5 Conan (17e, 21e), Sheehan (27e), van der Flier (58e), Jenkins (64e) Transformation(s) : 5 Byrne (18e, 22e, 27e, 59e, 65e) Pénalité(s) : 2 Byrne (5e, 13e) | Rapport           | Essai(s) : 3 Ahki (9e), Meafou (35e), Willis (80e) Transformation(s) : 2 Ramos (10e, 36e) Pénalité(s) : 1 Ramos (56e) Carton(s) jaune(s) : 2 Ramos (16e), Neti (57e) | Aviva Stadium, Dublin 46 823 spectateurs Arbitre : Wayne Barnes |
| Demi-finale 29 avril 2023 16 h | | Rapport           | | Aviva Stadium, Dublin 46 823 spectateurs Arbitre : Wayne Barnes |

## Statistiques

### Championnat de France

#### Meilleurs réalisateurs
| Rang | Joueur           | Poste            | Points | Essais | Transf. | Pén. | Drops |
| ---- | ---------------- | ---------------- | ------ | ------ | ------- | ---- | ----- |
| 1    | Thomas Ramos     | Arrière          | 223    | 5      | 42      | 38   | 1     |
| 2    | Melvyn Jaminet   | Arrière          | 97     | 2      | 15      | 19   | 0     |
| 3    | Paul Graou       | Demi de mêlée    | 34     | 3      | 5       | 3    | 0     |
| 4    | Romain Ntamack   | Demi d'ouverture | 29     | 5      | 2       | 0    | 0     |
| 5    | Juan Cruz Mallía | Ailier           | 28     | 2      | 3       | 4    | 0     |
| -    | Arthur Retière   | Ailier           | 28     | 5      | 0       | 1    | 0     |

#### Meilleurs marqueurs
| Rang | Joueur               | Poste                  | Essais |
| ---- | -------------------- | ---------------------- | ------ |
| 1    | Emmanuel Meafou      | Deuxième ligne         | 9      |
| 2    | Matthis Lebel        | Ailier                 | 8      |
| 3    | Antoine Dupont       | Demi de mêlée          | 6      |
| 4    | Dimitri Delibes      | Ailier                 | 5      |
| -    | Thomas Ramos         | Arrière                | 5      |
| -    | Arthur Retière       | Ailier                 | 5      |
| -    | Alexandre Roumat     | Troisième ligne centre | 5      |
| -    | Romain Ntamack       | Demi d'ouverture       | 5      |
| 9    | Ange Capuozzo        | Arrière                | 4      |
| -    | Santiago Chocobares  | Centre                 | 4      |
| 11   | Paul Graou           | Demi de mêlée          | 3      |
| -    | Jack Willis          | Troisième ligne aile   | 3      |
| 13   | Juan Cruz Mallía     | Ailier                 | 2      |
| -    | Sofiane Guitoune     | Centre                 | 2      |
| -    | Melvyn Jaminet       | Arrière                | 2      |
| -    | Peato Mauvaka        | Talonneur              | 2      |
| -    | Thibaud Flament      | Deuxième ligne         | 2      |
| 18   | Richie Arnold        | Deuxième ligne         | 1      |
| -    | Lucas Tauzin         | Ailier                 | 1      |
| -    | Selevasio Tolofua    | Troisième ligne centre | 1      |
| -    | Paul Costes          | Centre                 | 1      |
| -    | Alban Placines       | Troisième ligne aile   | 1      |
| -    | Guillaume Cramont    | Talonneur              | 1      |
| -    | Pierre-Louis Barassi | Centre                 | 1      |
| -    | Pierre Fouyssac      | Centre                 | 1      |
| -    | Julien Marchand      | Talonneur              | 1      |
| -    | Francois Cros        | Troisième ligne aile   | 1      |

### Champions Cup

#### Meilleurs réalisateurs
| Rang | Joueur         | Poste   | Points | Essais | Transf. | Pén. | Drops |
| ---- | -------------- | ------- | ------ | ------ | ------- | ---- | ----- |
| 1    | Thomas Ramos   | Arrière | 63     | 2      | 13      | 8    | 0     |
| 2    | Melvyn Jaminet | Arrière | 32     | 0      | 1       | 10   | 0     |

#### Meilleurs marqueurs
| Rang | Joueur            | Poste            | Essais |
| ---- | ----------------- | ---------------- | ------ |
| 1    | Juan Cruz Mallía  | Ailier           | 3      |
| 2    | Lucas Tauzin      | Ailier           | 2      |
| -    | Antoine Dupont    | Demi de mêlée    | 2      |
| -    | Matthis Lebel     | Ailier           | 2      |
| -    | Thibaud Flament   | Deuxième ligne   | 2      |
| -    | Emmanuel Meafou   | Deuxième ligne   | 2      |
| -    | Thomas Ramos      | Arrière          | 2      |
| -    | Romain Ntamack    | Demi d'ouverture | 2      |
| 9    | Cyril Baille      | Pilier           | 1      |
| -    | Arthur Retière    | Ailier           | 1      |
| -    | Guillaume Cramont | Talonneur        | 1      |
| -    | Peato Mauvaka     | Talonneur        | 1      |

## Sélections internationales

### Sénior
Jack Willis rejoint le club en cours de saison après le dépôt de bilan des Wasps. Il profite alors d'une dérogation de la Fédération anglaise de rugby à XV pour jouer avec l'équipe d'Angleterre alors qu'il n'évolue pas dans le championnat anglais.

#### Rugby Championship 2022
Au mois d'août et septembre 2022 se déroule le Rugby Championship 2022 auquel participe l'Argentin Juan Cruz Mallía,. Il y joue les six matchs de l'Argentine en tant que titulaire au poste d'arrière. Il n'inscrit aucun points. Rynhardt Elstadt est également sélectionné avec l'Afrique du Sud mais ne joue aucune rencontre.

#### Repêchage des qualifications pour la Coupe du monde 2023
Le pilier David Ainu'u participe aux trois matchs des États-Unis lors du repêchage des qualifications pour la Coupe du monde 2023.

#### Tournoi des Six Nations 2023
Pour le Tournoi des Six Nations 2023, onze Toulousains sont sélectionnés en équipe de France par Fabien Galthié dans un groupe de 42 joueurs pour la première journée : Julien Marchand, Cyril Baille, Thibaud Flament, François Cros, Anthony Jelonch, Antoine Dupont, Romain Ntamack, Pierre-Louis Barassi, Matthis Lebel, Melvyn Jaminet et Thomas Ramos. Alexandre Roumat est appelé plus tard pour remplacer Paul Boudehent, forfait. Ange Capuozzo est sélectionné avec l'Italie et Jack Willis avec l'Angleterre.
Pour la quatrième journée du tournoi, Peato Mauvaka fait son retour dans le groupe après avoir été absent à cause d'une blessure et Dorian Aldegheri remplace Mohamed Haouas, suspendu après avoir écopé d'un carton rouge contre l'Écosse.
Martin Page-Relo est sélectionné pour la première fois de sa carrière avec l'équipe d'Italie, afin de préparer la quatrième journée du Tournoi des Six Nations 2023, contre le Pays de Galles. Il est éligible pour jouer avec la Squadra Azzurra car ses grands-parents maternels sont nés en Italie,.
Côté français, Marchand, Baille, Flament, Cros, Dupont, Ntamack et Ramos sont titulaires lors de chacun des cinq matchs du tournoi. Jelonch joue trois matchs avant de se blesser. Aldegheri est titulaire une seule fois. Jaminet et Mauvaka sont entrés en jeu en cours de matchs. Barassi, Lebel et Roumat n'ont pas joué le moindre match.
Thomas Ramos termine meilleur réalisateur du tournoi avec 84 points inscrits, s'approchant du record de points marqués en une édition détenu par l'Anglais Jonny Wilkinson : 89 points en 2001.
Antoine Dupont et Thomas Ramos sont nommés parmi six joueurs pour le titre de meilleur joueur du Tournoi.
Côté Italien, Page-Relo n'apparaît sur aucune feuille de match et Capuozzo joue les trois premiers matchs, marquant un essai, avant de se blesser mettant fin à son tournoi.
Avec l'Angleterre, Willis joue quatre matchs et inscrit un essai.
| Joueur           | Poste                | Pays       | Compétitions            | Compétitions            | Compétitions | Compétitions | Sélections (points) |
| Joueur           | Poste                | Pays       | Rugby Championship 2022 | Qualifications RWC 2023 | Test match   | Tournoi 2023 | Sélections (points) |
| ---------------- | -------------------- | ---------- | ----------------------- | ----------------------- | ------------ | ------------ | ------------------- |
| Juan Cruz Mallía | Arrière              | Argentine  | Oui                     | Non                     | Oui          | Non          | 9 (0)               |
| David Ainu'u     | Pilier               | États-Unis | Non                     | Oui                     | Non          | Non          | 3 (0)               |
| Cyril Baille     | Pilier               | France     | Non                     | Non                     | Oui          | Oui          | 7 (5)               |
| Peato Mauvaka    | Talonneur            | France     | Non                     | Non                     | Oui          | Oui          | 6 (0)               |
| Julien Marchand  | Talonneur            | France     | Non                     | Non                     | Oui          | Oui          | 8 (5)               |
| Dorian Aldegheri | Pilier               | France     | Non                     | Non                     | Non          | Oui          | 1 (0)               |
| Thibaud Flament  | Deuxième ligne       | France     | Non                     | Non                     | Oui          | Oui          | 7 (15)              |
| Anthony Jelonch  | Troisième ligne aile | France     | Non                     | Non                     | Oui          | Oui          | 6 (5)               |
| Antoine Dupont   | Demi de mêlée        | France     | Non                     | Non                     | Oui          | Oui          | 7 (0)               |
| Romain Ntamack   | Demi d'ouverture     | France     | Non                     | Non                     | Oui          | Oui          | 8 (5)               |
| Matthis Lebel    | Ailier               | France     | Non                     | Non                     | Oui          | Non          | 1 (0)               |
| Thomas Ramos     | Arrière              | France     | Non                     | Non                     | Oui          | Oui          | 8 (142)             |
| Melvyn Jaminet   | Arrière              | France     | Non                     | Non                     | Non          | Oui          | 1 (0)               |
| Ange Capuozzo    | Arrière              | Italie     | Non                     | Non                     | Oui          | Oui          | 5 (20)              |
| Joel Merkler     | Pilier               | Espagne    | Non                     | Non                     | Oui          | Non          | 1 (0)               |
| Jack Willis      | Troisième ligne aile | Angleterre | Non                     | Non                     | Non          | Oui          | 4 (5)               |

### Jeunes
En janvier 2023, six joueurs toulousains sont convoqués en équipe de France des moins de 20 ans pour le Tournoi des Six Nations des moins de 20 ans 2023. Les sélectionnés sont : Mathis Castro-Ferreira, Raphaël Portat, Clément Sentubéry, Lomig Jouanny, Thomas Lacombre et Paul Costes qui a déjà fait ses débuts avec l'équipe sénior cette saison,.
Mathis Castro-Ferreira joue les cinq matchs du Tournoi, dont deux en tant que titulaire et inscrit deux essais. De même pour le talonneur Thomas Lacombre qui joue tous les matchs, dont une titularisation. Paul Costes joue les trois derniers matchs, tandis que Lomig Jouanny et Clément Sentubéry ne jouent qu'une seule rencontre.

## Transferts inter-saison 2023

### Départs
Le pilier droit néo-zélandais Charlie Faumuina annonce en première partie de saison qu'il prendra se retraite à la fin de la saison. Selevasio Tolofua et Yannick Youyoutte rejoindront tous les deux le RC Toulon à l'issue de la saison,. Martin Page-Relo est quant à lui transféré à Lyon.
Au mois de janvier 2023, alors qu'il a peu de temps de jeu au Stade toulousain, Arthur Bonneval quitte le club en cours de saison pour rejoindre le CA Brive en qualité de joker médical.
Le Samoan Tim Nanai-Williams quitte le club après deux saisons. Sans avoir réussi à s'imposer à Toulouse, Pierre Fouyssac quitte également le club et rejoint l'ASM Clermont. Paul Mallez est prêté à Provence Rugby pour la saison 2023-2024 dans le but de gagner du temps de jeu et de l'expérience afin de s'imposer dans son club formateur,.

### Arrivées
En cours de saison, Léo Banos annonce qu'il rejoindra le Stade toulousain en prêt pendant la Coupe du monde 2023, avant de s'engager définitivement avec ce club en 2024,.
Le 11 juillet 2023, le pilier droit international néo-zélandais, Nepo Laulala, jouant avec les Blues, rejoint officiellement le Stade toulousain et s'engage à partir de la saison 2023-2024 pour trois ans, soit jusqu'en 2026.
Deux jours plus tard, le club annonce l'arrivée de six joueurs en tant que jokers Coupe du monde. Ils arrivent pour renforcer l'effectif toulousain durant le mondial qui sera diminuer par les nombreuses absences de joueurs internationaux. Ainsi, le Samoan Piula Faasalele fait son retour à Toulouse après trois ans passés de 2016 à 2019 ; Rynhardt Elstadt initialement en fin de contrat prolonge de quelques mois ; Setareki Bituniyata, l'ailier fidjien de Brive rejoint le club, tout comme l'ailier George Tilsley qui arrive en provenance de l'USAP, l'ouvreur anglais Billy Searle (Bath) et l'arrière japonais Kakeru Okumura (Shizuoka Blue Revs),.
Durant le mois d'août 2023, Ken Owens rejoint le Stade toulousain en tant que joker Coupe du monde pour pallier les nombreuses absences au poste de pilier droit à Toulouse, où Dorian Aldegheri, Charlie Faumuina, Nepo Laulala sont à la Coupe du monde et Paul Mallez est prêté à Provence,.
Aussi, Baptiste Germain, Simon Renda et Max Auriac reviennent de prêt.

### Prolongations
Les jeunes première ligne Joel Merkler, Hugo Reilhes et Ian Boubila prolongent tous les trois jusqu'en 2026. De même pour Rodrigue Neti, Joshua Brennan et Dimitri Delibes,,. Emmanuel Meafou et Alban Placines prolongent leur contrat de deux saisons, jusqu'en 2025,. En mars 2023, l'Anglais Jack Willis, en fin de contrat à l'issue de la saison, s'engage pour une saison supplémentaire. En fin de saison, les Argentins Juan Cruz Mallía et Santiago Chocobares ainsi que les piliers Paul Mallez et Maxime Duprat prolongent leur contrat jusqu'en 2026,,. Matthis Lebel prolonge également jusqu'en 2026. Clément Vergé prolonge quant à lui jusqu'en 2025.

## Récompenses individuelles
- Top 14
  - Joueur du mois d'octobre : Thomas Ramos[106]
  - Joueur du mois de mai : Emmanuel Meafou[107]
  - Joueur de la deuxième journée : Antoine Dupont
  - Joueur de la quatrième journée : Ange Capuozzo
  - Joueur de la sixième journée : Thomas Ramos
  - Joueur de la huitième journée : Thomas Ramos
- Prix World Rugby[108]
  - Nommé pour le prix du Meilleur joueur du monde World Rugby : Antoine Dupont
  - Membre du XV masculin de l'année : Antoine Dupont[109]
  - Révélation de l'année : Ange Capuozzo[110]
- Meilleur joueur du tournoi des Six Nations : Antoine Dupont[111]
- Membre de l'équipe type du Tournoi des Six Nations 2023 : Thibaud Flament et Antoine Dupont[112],[113]
- Oscars du Midi olympique :
  -  Oscar Monde 2023 : Antoine Dupont[114]
  -  Oscar d'argent 2023 : Thomas Ramos[115]
- Membre de l'équipe type du Championnat de France : Julien Marchand, Richie Arnold, Emmanuel Meafou, Antoine Dupont, Thomas Ramos[116]
- Nuit du rugby[117]
  - Meilleur joueur du Top 14 : Antoine Dupont
  - Meilleur joueur international de l'année : Antoine Dupont
  - Meilleur staff de Top 14 : Ugo Mola, Clément Poitrenaud, Jean Bouilhou et Laurent Thuéry
  - Plus bel essai de la saison de Top 14 : Romain Ntamack (En finale contre le Stade rochelais)

## Espoirs
Au cours de cette saison, les espoirs du Stade toulousain atteignent également la finale du championnat. Durant cette rencontre face à l'Union Bordeaux Bègles, les Toulousains marquent quatre essais, inscrits par Théo Ntamack, Paul Costes, Kalvin Gourgues et Célian Pouzelgues, et s'imposent largement sur le score de 43 à 7,,.
| 11 juin 2023 | Union Bordeaux Bègles                                       | 7 - 43 (0 – 20) | Stade toulousain | Stade Lajunie à Bon-Encontre |
| 11 juin 2023 | Essai(s) : 1 Massé (43e) Transformation(s) : 1 Gagnac (44e) |                 | Essai(s) : 4 Ntamack (23e), Costes (34e), Gourgues (72e), Pouzelgues (79e) Transformation(s) : 4 E.Retière (23e, 34e, 72e, 79e) Pénalité(s) : 4 E.Retière (4e, 32e, 66e, 70e) Drop(s) : 1 E.Retière (54e) | Stade Lajunie à Bon-Encontre |
| 11 juin 2023 |                                                             |                 | | Stade Lajunie à Bon-Encontre |

| Union Bordeaux Bègles Titulaires 15 Nathan Gagnac 14 Maël Moustin 13 Émilien Trézières 12 Gatien Massé 11 Arthur Martin 10 Joseph Exshaw 90 Antonin Marinot 80 Sirius Permal 70 Corentin Coularis (cap.) 60 Romain Gardrat 50 Jules Dussutour 40 Petero Mailulu 30 Zaccharie Affane 20 Matéo Saint-Germain 10 Yahnis El Maslouhi Remplaçants 16 Léo Chauvin 17 Jude Trarieux 18 Théo Roumégoux 19 Matéo Lavaselé 20 Kerlann Le Roux 21 Jean Delbecq 22 Silouane Bouché 23 Younès Bekhti Entraîneur Michel Maillet Frédéric Garcia Richard Darrambide |  | Stade toulousain Titulaires Kalvin Gourgues 15 Naïm Ben Alla 14 Etonia Bainivalu 13 Paul Costes 12 Célian Pouzelgues 11 Edgar Retière 10 Ruben Maka 09 Théo Ntamack 08 Clément Sentubéry (cap.) 07 Mathis Castro-Ferreira 06 Clément Vergé 05 Bastien Gest 04 Malachi Hawkes 03 Ian Boubila 02 Hugo Reilhes 01 Remplaçants Thomas Lacombre 16 Benjamin Bertrand 17 Hugo Descube 18 Lomig Jouanny 19 Enzo Moreau 20 Benjamin Descamps 21 Mathieu Galtier 22 Nicolas Fenuafanote 23 Entraîneur Virgile Lacombe Sam Lacombe Jerome Kaino |